# Hans Korte (general)
Hans Korte (16 de diciembre de 1899 - 8 de abril de 1990) fue un general alemán durante la II Guerra Mundial. Fue condecorado con la Cruz de Caballero de la Cruz de Hierro de la Alemania Nazi. Korte se rindió ante las tropas británicas en mayo de 1945 y fue internado hasta octubre de 1947.

## Condecoraciones
- Cruz de Caballero de la Cruz de Hierro el 30 de septiembre de 1944 como Generalmajor y comandante de la 2.(Torpedo)/Flieger-Division[1]